# Пиельекайсе (национальный парк)
Пиельекайсе (швед. Pieljekaise) — национальный парк в шведской Лапландии, в коммуне Арьеплуг лена Норрботтен.

## Национальный парк
Парк находится вдали от основных дорог, но его пересекает Кунгследен — туристическая тропа, проходящая по пустошам и горам северной Швеции. В парке много берёзовых лесов, в южной его части есть озёра, в которых водятся гольцы.